# گرابیانووو (شهرستان گوستنگ)
گرابیانووو (به لهستانی:  Grabianowo) یک روستا در لهستان است که در گمینا کروبیا واقع شده‌است. گرابیانووو ۷۴ نفر جمعیت دارد.